# Werner Stuber
Werner Stuber   (Berna, 27 de gener de 1900 - Berna, 7 de febrer de 1957) va ser un genet suís que va competir durant la 1920.
El 1924 va prendre part en els Jocs Olímpics de París, on va disputar tres proves del programa d'hípica. En el concurs de salts d'obstacles per equips, formant equip amb Alphonse Gemuseus i Hans Bühler, guanyà la medalla de plata, mentre en el concurs de salts d'obstacles individual fou catorzè, en ambdues proves amb el cavall Girandole. En la prova de doma individual, amb el cavall Queen-Mary, fou vintè. Quatre anys més tard, als Jocs d'Amsterdam, disputà dues proves del programa d'hípica. Fou setè en la prova de doma per equips i vint-i-cinquè en doma individual amb el cavall Ulhard.